# James Naka
James Naka (Honiara, 9 ottobre 1984) è un calciatore salomonese, centrocampista del Nalkutan.

## Carriera

### Club
Ha giocato nel campionato salomonese, figiano e vanuatuano.

### Nazionale
Ha collezionato 24 presenze con la maglia della nazionale delle Isole Salomone.

## Palmarès

### Club

#### Competizioni nazionali
- Campionato salomonese: 3

Koloale: 2010-2011
Solomon Warriors: 2013-2014
Western United: 2014-2015

### Individuale
- Capocannoniere della OFC Champions League: 1

2007-2008 (4 gol, a pari merito con Allan Pearce)